# Dampvitoux
Dampvitoux is een gemeente in het Franse departement Meurthe-et-Moselle (regio Grand Est) en telt 67 inwoners (2009).
De gemeente maakt deel uit van het arrondissement Briey en sinds 22 maart 2015 van het op die dag opgerichte kanton Jarny. Daarvoor hoorde het bij het kanton Chambley-Bussières, dat toen opgeheven werd.

## Geografie
De oppervlakte van Dampvitoux bedraagt 9,0 km², de bevolkingsdichtheid is dus 7,4 inwoners per km².
De onderstaande kaart toont de ligging van Dampvitoux met de belangrijkste infrastructuur en aangrenzende gemeenten.

## Demografie
Onderstaande figuur toont het verloop van het inwonertal (bron: INSEE-tellingen).